# Fehértorkú bokormadár
A fehértorkú bokormadár (Gerygone olivacea) a madarak osztályának verébalakúak (Passeriformes) rendjébe és az ausztrálposzáta-félék (Acanthizidae) családjába tartozó faj. A családot egyes szervezetek a gyémántmadárfélék (Pardalotidae) családjának, Acanthizinae alcsaládjáként sorolják be.

## Rendszerezése
A fajt John Gould angol ornitológus írta le 1838-ban, a Psilopus nembe Psilopus olivaceus néven.

## Alfajai
- Gerygone olivacea cinerascens Sharpe, 1878
- Gerygone olivacea olivacea (Gould, 1838)
- Gerygone olivacea rogersi Mathews, 1911[1]

## Előfordulása
Ausztrália északi és keleti részén, valamint Pápua Új-Guinea keleti részén honos. A természetes szubtrópusi és trópusi száraz erdők, mérsékelt övi erdők és szavannák, valamint vidéki kertek.

## Megjelenése
Testhossza 12 centiméter, testtömege 7 gramm.

## Életmódja
Rovarokkal táplálkozik.